# Mokrane Baïleche
Pour les articles homonymes, voir Mokrane.
Mokrane Baïleche (né le 16 juin 1955 à Tizi Ouzou en Algérie) est un footballeur international algérien. Il a joué en tant que professionnel à la Jeunesse sportive de Kabylie. Il a également été sélectionné deux fois en équipe nationale. Il compte deux sélections en équipe nationale en 1977.

## Palmarès
- Champion d'Algérie avec la Jeunesse sportive de Kabylie (2) : 1977,  1980.

- Coupe d'Algérie avec la Jeunesse sportive de Kabylie (1) : 1977.

- Soulier d'or algérien avec la Jeunesse sportive de Kabylie (1): Meilleur buteur, 1977 (20 buts).